# القنب الهندي في بوليفيا
القنب الهندي في بوليفيا غير قانوني، لكنه يزرع بطريقة غير مشروعة، ومعظمه للاستهلاك المحلي. ينص قانون مكافحة المخدرات في بوليفيا 1008 لعام 1988 على إعادة التأهيل والعلاج لمتعاطي المخدرات.